# El Remanso (barrio parque)
El Remanso es una urbanización en forma de Barrio Parque, dentro de la localidad argentina de Parada Robles, partido de Exaltación de la Cruz, provincia de Buenos Aires.
Su frente, con orientación este, se encuentra emplazado sobre la RN 8 (en parte de su trazado se está realizando, desde el año 2006, la autopista Pilar - Pergamino) de sur a norte desde los km 71 al 76 de dicha ruta,  Tiene una extensión de 500 hectáreas.

## Población
Siendo parte de la localidad de Parada Robles y junto a Pavón suman 8008 habitantes (Indec, 2010), y representando un incremento del 68% frente a los 4761 habitantes (Indec, 2001) del censo anterior. También se le suele incluir la localidad de Country Club El Jagüel del partido de Pilar. Incluyendo Barrio Comarca del Sol, Barrio Parque Jularó, Barrio Los Pinos y Barrio Parque Exaltación, contaba con 134 habitantes (Indec, 2001) en el censo anterior. Consta de un bosque de variadas especies de árboles a lo que se suma la parquización de los residentes. Especies de aves singularizan un entorno para la observación de las mismas. La primavera en El Remanso es digna de contemplar en todo su esplendor. Sin dudas un lugar emblemático por su belleza, entorno tranquilo y natural. A eso se le suma la excelente calidad del aire.